# Fuerzas Armadas de Siria
Las Fuerzas Armadas de Siria (en árabe: القوات المسلحة السورية) son las nuevas fuerzas militares de Siria. Las nuevas fuerzas armadas de Siria están formadas por el Ejército de Siria, la Fuerza Aérea de Siria, la Armada de Siria, y la Defensa Aérea de Siria. El Presidente de Siria es el Comandante en Jefe de las nuevas Fuerzas Armadas sirias. El Ministro de Defensa de Siria ocupa el cargo de Subcomandante en Jefe del Ejército y de las Fuerzas Armadas. 

## Introducción
Hasta la caída del régimen del Partido Baaz árabe socialista de Siria del expresidente Bashar al-Ásad en diciembre de 2024, las Fuerzas Armadas Árabes Sirias eran las fuerzas armadas del anterior estado y régimen baazista sirio.

## Historia
Después de 1943, el ejército sirio desempeñó un papel importante en el gobierno de Siria, organizando seis golpes militares: dos en 1949, incluido el golpe de Estado sirio de marzo de 1949 y el golpe de agosto de 1949 del coronel Sami al-Hinnawi, y uno en 1951, 1954, 1963, 1966 y 1970. Las fuerzas armadas sirias lucharon en cuatro guerras contra la entidad sionista de Israel (en 1948, guerra de los Seis Días en 1967, la guerra de Yom Kipur en 1973, la Guerra del Líbano de 1982, y lucharon en una guerra contra el Reino de Jordania (ver Septiembre Negro en Jordania) en 1970. La Fuerza Aérea y la Marina de Siria, actuaron más como complementos del ejército que como actores independientes, aparte de la reacción de la Fuerza Aérea y la Defensa Aérea, ante la Operación Mole Cricket 19 israelí antes de la Guerra del Líbano de 1982 contra la entidad sionista. Los cazas y sistemas de defensa aérea sirios sufrieron unas pérdidas muy graves. También se desplegó una división blindada en Arabia Saudita en 1990-91 durante la guerra del Golfo. De 1976 a 2005, el anterior ejército sirio baazista, fue el pilar principal de la ocupación siria del Líbano. Internamente, jugó un papel importante en la represión del levantamiento islamista de 1979-1982 en Siria, y entre 2011 y 2024 estuvo fuertemente involucrado en la lucha en la guerra civil siria, la guerra más violenta y prolongada en la que el Ejército sirio había participado desde su creación en la década de 1940.
Los militares implementaron el servicio militar obligatorio. Los ciudadanos varones servían en el ejército a partir de los 18 años, pero estaban exentos del servicio militar si no tenían un hermano que pudiera cuidar de sus padres. Las mujeres estaban exentas de realizar servicio militar obligatorio, aunque se podían alistar voluntariamente.
Las antiguas Fuerzas Armadas Árabes Sirias, del antiguo régimen baazista, colapsaron en 2024 con la caída del régimen baazista, y la posterior huida del expresidente Bashar al-Ásad.
Los nuevos gobernantes de facto de Siria, entre ellos el grupo Hayat Tahrir al-Sham, han hecho preparativos para reorganizar drásticamente las fuerzas militares del país.
El 21 de diciembre de 2024 se informó que Murhaf Abu Qasra había sido nombrado nuevo ministro de Defensa del gobierno interino,  mientras que Alí Nuredine Al-Nasán era nombrado Jefe del Estado Mayor conjunto.